# ام جنغر
وجبة سودانية كاملة الدسم يقسم الذين يتناولوها على أنها تمنحهم كل احتياجات الجسم، يضاف إلى ذلك أن تلك المضافات من زنجبيل والعرق الاحمر والحبهان تجعلها أكثر جاذبية.

## مكوناتها
تشمل الدخن، الروب أو مايسمي باللبن في بعض الدول العربية، الليمون والسكر مع إضافة عدد من البهارات من عرق احمر وزنجبيل وهبهان وقرفة.وبالاضافه الي القليل من الكمون الاسود وتسمي أيضا بالحبة السوداء.

## طريقة التحضيره
الدخن المقشور يتم وضعه في اناء به[[ماء(توضيح)وينقع لعده ساعات ، ثم تعمل على تجفيفه وقسمه إلى جزءين احدهما تضعه على النار، فيما تقوم بسحن النصف الآخر بعد ابعاد الرؤوس السوداء، وبعد ان ينضج النصف الذي على النار يضاف اليه النصف المسحون، ويتم خلط المكون الجديد جيداً ثم يضاف اليه اللبن الرائب وبعض عصير الليمون، ويترك كل المزيج على النار الهادئة لحين تماسكه وتصير المادة ثقيلة ويضاف اليها السكر.

## اهميتها
للأطفال وكبار السن. وفي حبوب الدخن تكون البروتينات أكثر اكتمالا من جميع أنواع الحبوب الأخرى وتساعد على الحد من الكولسترول وتفيد في حالات أمراض الطحال والبنكرياس والمعدة والقولون واضطرابات الجهاز البولي. كما ان شرب المديدة يغذي البدن ويخصبه ويمنح الجسم القدرة وكذلك يهدئ الأعصاب ويساعد على النوم ويكافح الأرق.